# ماكي كاواسي
ماكي كاواسي (باليابانية: 河瀬茉希) هي ممثلة يابانية، ولدت في 31 ديسمبر 1995.

## اعمالها

### مسلسلات أنمي
- سمر تايم ريندا - توكيكو هيشيغاتا.

### أفلام أنمي
- مابوروشي - هينا هارا

## وصلات خارجية
- ماكي كاواسي على موقع ميوزك برينز (الإنجليزية)
- ماكي كاواسي على موقع قاعدة بيانات الفيلم (الإنجليزية)